# Lajeado (Rio Grande do Sul)
Lajeado é um município brasileiro do estado do Rio Grande do Sul, situado a 113 km da capital, Porto Alegre. Pertence à região geográfica intermediária Santa Cruz do Sul-Lajeado e à região imediata de Lajeado, sendo sua cidade mais populosa. A população revisada do IBGE a partir do Censo de 2022 era de 92.951 habitantes, distribuídos em apenas 91 231 km², o que torna Lajeado uma das dez cidades com maior densidade populacional do estado.
Com um Índice de Desenvolvimento Humano (IDH) de 0,778, Lajeado é a 16ª cidade com melhor qualidade de vida do estado, e, junto a Bento Gonçalves, é a terceira entre municípios com mais de 50 mil habitantes, atrás apenas de Porto Alegre e Caxias do Sul.
De acordo com o ranking da Firjan de cidades mais desenvolvidas do Brasil, Lajeado ocupa a 13ª posição, sendo a primeira do Rio Grande do Sul. É apontada também como a 7ª melhor cidade para se viver após os 60 anos em cidades entre 50 e 100 mil habitantes, ocupando o primeiro posto dentre os municípios gaúchos, de acordo com pesquisa da Fundação Getúlio Vargas.

## História
O nome Lajeado vem do ponto de referência que se dava às sesmarias. No Rio Taquari e no Arroio do Engenho, as águas formavam cascatas sobre lajeiros, daí o nome da cidade. Entretanto, em virtude da barragem de Bom Retiro do Sul, os lajeados do Taquari, bem como suas cascatas, estão submersos.
Antônio Fialho de Vargas foi o fundador e patriarca de Lajeado. Tendo sido um dos primeiros a estabelecer-se por Lajeado, adquirindo fazendas e estabelecido casa, senzala e demais dependências, além de ter promovido a colonização local. As terras foram inicialmente comercializadas pela imobiliária Batista Fialho & Cia.
Primeiramente, pertenceu o município de Lajeado ao de “Vila Príncipe” (Rio Pardo), criado pelo Alvará Régio de 27 de abril de 1809, juntamente com Porto Alegre, Rio Grande e Santo Antônio da Patrulha. Eclesiasticamente, ficou submetida à Freguesia de Taquari.
Uma vez criada a Freguesia de Estrela pela Lei 875 de 2 de abril de 1873, a ela foi incorporada o território de Lajeado pela Lei 916 de 24 de abril de 1874. Pela Lei 963 de 29 de março de 1875, foi instituído como 2° Distrito de paz da Freguesia de Estrela, compreendendo o território situado a margem direita do Rio Taquari (Lajeado, Arroio do Meio, Encantado e Guaporé).
Pela Lei 1.044 de 20 de maio de 1876 foi criado o município de Estrela, dele fazendo parte o Distrito de Lajeado.
Mais tarde em 27 de maio de 1881, pela Lei provincial 1351, foi criada uma freguesia no 2° Distrito de paz de Estrela, sob a invocação de Santo Inácio. Finalmente pelo Ato 57 de 26 de janeiro de 1891 foi criada a Vila de Lajeado, cuja instalação deu-se em 25 de fevereiro do mesmo ano.
Até 20 de outubro de 1891, a nova comunidade foi administrada por uma Junta Municipal, presidida por Frederico Henrique Jaeger. A 15 de novembro de 1891, foi empossado o 1° Conselho Municipal, e eleito o intendente Frederico Heineck.
A 20 de fevereiro de 1892, foi dissolvido o Conselho Municipal pelo então governador do Estado e nomeada uma Comissão para gerir os negócios da comunidade. A 19 de agosto de 1892, tomou posse do cargo de Intendente Provisório Bento Rodrigues da Rosa que administrou o município até 1894, quando foi substituído por Joaquim de Moraes Pereira. Em 1895 este foi substituído por Júlio May.
Pelo Decreto 618 de 6 de maio de 1903, instituiu a Comarca do Vale do Taquari, com sede em Lajeado, abrangendo o termo de Estrela.
Em 20 de dezembro de 1939, foi a Vila de Lajeado elevada à categoria de cidade.

### Colonização de Lajeado
A colonização de Lajeado remonta a 1853, com o estabelecimento da Colônia Conventos, fundada por Antônio Fialho de Vargas. Ficava esta colônia situada no lugar denominado Conventos Velhos, próximo a atual sede do município, onde por volta de 1830 se estabelecera José Inácio Teixeira, “dono de muitos escravos” que construiu casas e adquiriu alguns lotes de terras repassando tudo para Antônio Fialho de Vargas.  Em 1835 já havia muitos moradores em ambas as margens do Rio Taquari. Fialho de Vargas fez grandes derrubadas de matos e vendeu lotes de terras a pessoas de outros municípios que atraídos pela grande quantidade de terras para lavouras, mudaram-se e fixaram residência no território que aos poucos foi se desenvolvendo.
Em 1855 recebia a Colônia Conventos os primeiros imigrantes e, em 1857, já possuía 168 habitantes, dos quais 81 homens e 87 mulheres, sendo 49 deles chegados naquele ano da Europa. No ano seguinte chegavam mais 20 colonos, ficando assim distribuída a população segundo religião e a nacionalidade: 76 brasileiros e 112 alemães, sendo 71 católicos e 117 protestantes. Deste total, 100 eram do sexo masculino e 88 do feminino. A colônia produzia feijão, milho, batatas, trigo, favas e cevada.
No ano de 1860 a população já havia aumentado para 231 indivíduos.
Houve também imigração italiana, notadamente nos antigos distritos de Marques de Souza, Progresso e Fão, iniciada anos mais tarde. Também houve colonização de luso-brasileiros em menor escala.

## Idiomas regionais
O Riograndenser Hunsrückisch, ou hunriqueano riograndense em português, é uma língua minoritária sulbrasileira de origem germânica falada desde tempos pioneiros em Lajeado bem como por milhares de pessoas espalhadas por vários outros municípios do estado do Rio Grande do Sul e mesmo em regiões adjacentes.

## Símbolos oficiais

### Brasão de Armas
O Brasão de Armas de Lajeado adotado pelo município está em vigor desde 6 de julho de 1965, quando, no governo de Dalton de Bem Stumpf, foi sancionado pela lei 1175. De inspiração portuguesa, colaborando a influência interna nos mais diferentes setores da vida nacional, o brasão foi desenhado por Adalberto Breier e evidencia:
Escudo português plano encimado por coroa mural de quatro torres, em ouro. Ao alto, em campo de prata, a Cruz de Cristo, em goles (vermelho), centrada de ouro. No centro, em campo de sinople (verde), um lavrador em trabalho com arado rústico a boi, em ouro, e ao fundo, também em sinople, o Morro de conventos. E embaixo, cinco faixas onduladas, paralelas, alternadamente em prata e azul (blau), o ustel em azul (blau), carregado em letras e números em ouro é completado nas laterais do escudo por um pé de fumo e outro de milho, nas cores naturais.
O escudo português simboliza a origem lusa de nossa nacionalidade. A cruz, nossa fé cristã. O Morro dos conventos é um marco histórico da colonização alemã a partir de 1854. O lavrador exprime a base econômica do município, figurando no listel o fumo e o milho. As faixas onduladas representam o Rio Taquari. Em 1891, Lajeado foi emancipado. Em primeiro de janeiro de 1939 foi elevado à categoria de cidade. As cores lembram as bandeiras do Brasil e do Estado. O ouro, a riqueza; a prata, lisura, serenidade; o vermelho, a coragem, a fé, o amor; o verde é esperança; e o azul, serenidade, bondade e nobreza, características do gaúcho.

### Bandeira

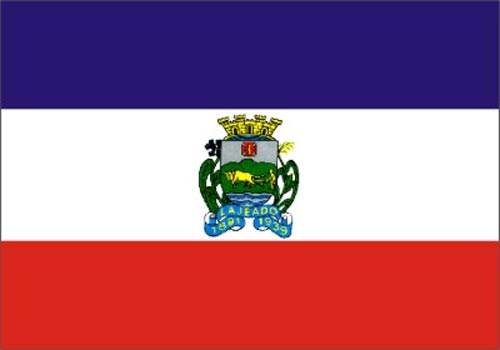
Bandeira de Lajeado

A Bandeira de Lajeado adotada pela cidade, está em vigor desde 27 de abril de 1973 quando, no governo de Alipio Hüffner, foi sancionada pela Lei nº 2.641/1973. A Bandeira possui três listéis em sentido horizontal, sendo o primeiro da cor azul celeste, o do meio na cor branca e o inferior na cor vermelha, tendo ao centro o Brasão do Município nas cores aprovadas pela Lei nº 1.175 de 6 de julho de 1965. As cores significam:
- Azul: As águas do Rio Taquari que banham o Município;
- Branco: É a cor da luz, associada à paz, calma, ordem e que é formada pelo conjunto e junção de todas as demais cores, por isto, representa, na Bandeira, a diversidade: étnica, cultural, econômica, social.
- Vermelho: A inserção do Município dentro do Estado do Rio Grande do Sul, através da cor vermelha da Bandeira do Estado.[13]

### Hino
O Hino de Lajeado foi composto por Álvaro Santi. Foi oficializado pela Lei 5.710, de 1996, no governo de Leopoldo Pedro Feldens.
Lajeado!
Neste vale abençoado,
Onde brota a ametista,
O alimento e a voz do artista...
Capital, chamam a ti,
Deste chão rico e formoso,
Vale fértil Taquari,
Rio profundo e caudaloso.
(trecho do hino de Lajeado)

## Geografia
Uma das célebres características da cidade é o rio Taquari, o qual consiste-se em um importante modal locomotivo voltado ao transporte de carga muito utilizado antigamente e provém água aos habitantes, fatores que possibilitaram a fundação bem como o desenvolvimento da cidade e região. O rio marca, também, a divisa entre o município de Estrela.
O tamanho de seu território geográfico é relativamente restrito, resultado da emancipação de vários municípios à sua volta. Atualmente, Lajeado possui aproximadamente 90 quilômetros quadrados e é uma cidade predominantemente urbana, com área rural restrita a cerca de 2% de seu território.

### Divisão territorial
A cidade de Lajeado está dividida em 27 bairros, sendo Centro e São Cristóvão os mais populosos.

## Demografia
De acordo com o Censo de 2010, os 71.445 habitantes de então distribuíam-se majoritariamente na área urbana. Apenas 265 pessoas (0,37%) residiam na zona rural. A média de moradores por domicílio particular era de 2,84. A população atualizada a partir do Censo de 2022 pelo IBGE indica a população atual de 92.951 habitantes.

### População por gênero
A tabela a seguir mostra informações sobre o gênero dos lajeadenses, baseada no Censo de 2010:
| Informações sobre o gênero dos lajeadenses | Informações sobre o gênero dos lajeadenses | Informações sobre o gênero dos lajeadenses |
| Gênero                                     | Porcentual da população                    | Quantidade da população                    |
| ------------------------------------------ | ------------------------------------------ | ------------------------------------------ |
| Feminino                                   | 51,38%                                     | 36.714                                     |
| Masculino                                  | 48,62%                                     | 34.731                                     |

### População por bairros
| Bairro              | Homens | Mulheres | População total (censo 2010) |
| ------------------- | ------ | -------- | ---------------------------- |
| Centro              | 3.089  | 3.966    | 7.055                        |
| São Cristóvão       | 3.410  | 3.629    | 7.039                        |
| Moinhos             | 2.596  | 2.932    | 5.528                        |
| Florestal           | 2.470  | 2.529    | 4.999                        |
| Montanha            | 2.007  | 1.993    | 4.000                        |
| Universitário       | 1.845  | 1.845    | 3.750                        |
| Jardim do Cedro     | 1.849  | 1.843    | 3.692                        |
| Conventos           | 1.720  | 1.703    | 3.423                        |
| Santo Antônio       | 1.625  | 1.635    | 3.260                        |
| Americano           | 1.212  | 1.472    | 2.684                        |
| Hidráulica          | 1.080  | 1.288    | 2.368                        |
| Conservas           | 1.165  | 1.171    | 2.336                        |
| Olarias             | 1.096  | 1.099    | 2.195                        |
| Moinhos D'Água      | 1.068  | 1.084    | 2.152                        |
| Campestre           | 970    | 1.015    | 1.985                        |
| Santo André         | 973    | 993      | 1.966                        |
| Centenário          | 860    | 844      | 1.704                        |
| Alto do Parque      | 797    | 821      | 1.618                        |
| São Bento           | 785    | 740      | 1.525                        |
| Planalto            | 752    | 750      | 1.502                        |
| Morro Vinte e Cinco | 644    | 672      | 1.316                        |
| Carneiros           | 628    | 651      | 1.279                        |
| Bom Pastor          | 570    | 548      | 1.118                        |
| Igrejinha           | 485    | 451      | 936                          |
| Imigrante           | 348    | 318      | 666                          |
| Das Nações          | 294    | 290      | 584                          |
| Floresta            | 250    | 250      | 500                          |
| Total               | 34.588 | 36.532   | 71.180                       |

### População por área de residência
| Área        | Habitantes | Percentagem |
| ----------- | ---------- | ----------- |
| Área urbana | 71.180     | 99,63%      |
| Área rural  | 265        | 0,37%       |

### Composição étnica
De acordo com o Censo Demográfico de 2010, a composição étnica dos habitantes de Lajeado é a seguinte:
| Cor/Raça | Habitantes | Percentagem |
| -------- | ---------- | ----------- |
| Branca   | 64.006     | 89,59%      |
| Parda    | 5.452      | 7,63%       |
| Preta    | 1.849      | 2,59%       |
| Amarelo  | 78         | 0,01%       |
| Indígena | 60         | 0,008%      |

## Infraestrutura

### Educação
Com uma taxa de analfabetismo de pessoas com 15 anos ou mais de 2,69%, Lajeado destaca-se regionalmente no quesito educação, tendo recebido o selo "Cidade Livre do Analfabetismo" concedido pelo Ministério da Educação a cidades com mais de 96% da população alfabetizada. A Universidade do Vale do Taquari é a principal instituição de nível superior do município, com 12.455 estudantes e 526 professores contratados no segundo semestre de 2017. Além dele, conta com um polo de ensino da Uniasselvi.
A cidade tem 23 escolas municipais de educação infantil e 18 escolas municipais de ensino fundamental, além de 11 escolas estaduais (sendo três de nível médio) e cinco colégios privados de ensinos fundamental e médio.

### Saúde
Principal hospital do Vale do Taquari, o Hospital Bruno Born, instituição filantrópica, de direito privado, atua há mais de 80 anos em diferentes especialidades, de média e alta complexidade. Lajeado conta ainda com uma unidade de pronto atendimento (UPA), localizada no bairro Moinhos D'Água, além de 14 centros e postos de saúde.

### Transporte
Lajeado possui ampla diversidade em termos de acesso por vias de transporte, para escoamento da produção e para integração com os outros centros econômicos do país e do exterior. A cidade localiza-se à beira da BR-386, RS-130 e à margem do Rio Taquari.
No entanto, a mobilidade urbana é vista como uma das deficiências da cidade. A frota de veículos automotores é de 68.725, perfazendo 0,82 veículos por habitante. Tal número, porém, refere-se apenas a veículos registrados na cidade, o que, na prática, significa que o número de veículos em circulação na cidade seja ainda maior. Em termos de comparação, a cidade de São Paulo, com seus 12 milhões de habitantes e 8.295.645 de veículos, registra 0,68 veículos por habitante.
Considerando apenas carros de passeio e motocicletas, Lajeado tem frota de 55 mil somente de carros de passeio e motocicletas, o que representa um índice de motorização (habitantes/veículos) de 1,5, considerado muito alto. A cidade tem cerca de 502 km de vias, apenas 1,6 km de ciclovias e quase 29 km de ciclofaixas em área de 91,591 km² predominantemente urbana, de modo que a utilização de modais de transporte variado seja recomendado por especialistas.

## Economia
Suas principais atividades econômicas são voltadas à indústria alimentícia. É conhecida por ser a "capital do Vale do Taquari", tendo em vista a importância sócio-econômica no mesmo.
Lajeado é um polo da alimentação, contando com grandes empresas do setor, como Brasil Foods e Minuano (frangos), Granja Cageri (ovos de galinha e codorna), Docile Alimentos e Florestal Alimentos (balas e doces), Fruki (refrigerantes) e Sorvebom (sorvetes). Além disso, a cidade conta com uma distribuidora de combustíveis de nível estadual (Charrua) e uma universidade (Univates).
Está situado no município, na BR-386, um dos menores shoppings do Rio Grande do Sul, o Shopping Lajeado, que possui grandes marcas de lojas e restaurantes como Lojas Renner, Burger King, Lojas Americanas e Subway. O Shopping também possui as únicas quatro salas de cinema do Vale do Taquari, sendo uma 3D.
Em 2010, passou a contar com uma loja da multinacional Walmart, tendo a bandeira Maxxi Atacado, essa tendo já fechado suas atividades na cidade. Além dele, outros hipermercados de Lajeado são Supercenter, Imec, Rede Super e STR Supermercados.
Em 2019, inaugurou-se na cidade a primeira loja da rede McDonald's do Vale do Taquari. Lajeado também recebeu no ano de 2022 sua primeira loja da rede brasileira de fast-food Giraffas.

## Esporte
Lajeado é a cidade de origem do patinador Marcel Ruschel Stürmer, primeiro brasileiro a ser tetracampeão dos Jogos Pan-americanos (2003, 2007, 2011 e 2015). Marcel venceu também os Jogos Mundiais de 2013.
A cidade tem um dos mais tradicionais times de futebol do estado, o Clube Esportivo Lajeadense, vice-campeão estadual de 2013, que atualmente disputa a Divisão de Acesso do Campeonato Gaúcho.
A equipe de basquete da cidade, o Bira, é hexacampeão gaúcho masculino da modalidade e campeão da Copa Brasil Sul de 2012.
A Associação Lajeado de Futsal (Alaf) foi campeã da Liga Sul de Futsal em 2014 e disputou a Liga Nacional de Futsal nos anos de 2015 e 2016.

## Turismo
Possuindo uma ampla área de turismo, Lajeado destaca-se por ser uma cidade limpa e com vários locais de lazer.
Os principais pontos turísticos da cidade são:
- Parque Professor Theobaldo Dick, mais conhecido como Parque dos Dick;
- Praça da Matriz;
- Igreja da matriz Santo Inácio de Loiola, em frente à praça;
- Casa de Cultura;
- Parque do Engenho, local destinado a estudos de biologia;
- Ciclovia na beira do rio Taquari;
- Jardim Botânico de Lajeado;
- Parque histórico.
- Parque Ney Santos Arruda, novo parque constuido próximo ao Rio Taquari.

A cada dois anos acontece a feira mais importante da região, a Expovale, no mês de novembro.

## Cultura
A população de Lajeado é formada por descendentes de alemães e italianos, principalmente.
A cidade conta com o Parque Histórico, onde foram realocadas casas típicas alemãs da região, construídas na época da imigração, e onde foi gravado o filme "A Paixão de Jacobina".
Terra natal da cantora e compositora de MPB Filipe Catto.

### Parque Histórico
Local onde foram instalados, em dimensões originais, vários prédios antigos do tipo "enxaimel", uma característica das habitações dos primeiros colonizadores alemães do município. O conjunto arquitetônico do Parque Histórico forma uma autêntica "aldeia-museu", com escola, salão de baile, ferraria, moinho e todos os demais prédios que formavam uma "colônia" dos tempos dos pioneiros. No prédio destinado ao Museu do Livro Antigo será oferecido acesso a um verdadeiro acervo histórico (documentos, livros, retratos), que servirá de fonte de pesquisa regional, nacional e internacional. Além de seu valor histórico-cultural, este é um local destinado à realização de eventos de lazer e gastronomia. O Parque está localizado ao lado do Parque do Imigrante e foi inaugurado no dia 8 de novembro de 2002.

### Atrações culturais
Casa da Cultura
O prédio foi inaugurado em 21 de agosto de 1900 onde funcionava a Prefeitura Municipal. Em 1984 o prédio foi tombado pelo Patrimônio Histórico do Estado e passou oficialmente a chamar-se Casa de Cultura do Município de Lajeado onde, atualmente, também funciona a Secretaria de Cultura e Turismo da cidade e o Museu Municipal Bruno Born. Onde ocorrem exposições, cursos, palestras e outras atividades culturais.
Biblioteca João Frederico Schaan
Atualmente, a biblioteca conta com mais de 20000 volumes e atende cerca de 300 pessoas diariamente. Possui ainda uma ala infantil, um auditório para 60 pessoas, gabinetes para pesquisa individuais e em grupos.
Arquivo Histórico Municipal
Funciona no mesmo prédio da Biblioteca Pública Municipal, com acervo de documentos, fotos e mapas antigos da cidade. São fontes primárias de pesquisa sobre os mais diversos assuntos, atendendo a estudantes, historiadores, antropólogos, sociólogos e aos público em geral.
Igreja Matriz Santo Inácio
Destaca-se pela sua beleza interior, onde encontramos 36 anjos adoradores, 6 lustres suspensos, imagens em gesso, bancos de madeira com capacidade para 860 fiéis sentados. Além disso, possui uma torre de 65,6m, acompanhada de duas menores e três sinos altamente sintonizados. Na sua fachada há um relógio que pode ser visto de quase todos os pontos do centro da cidade
Torre e igreja evangélica
Símbolo de Lajeado, a torre histórica com características neo-góticas e 27 metros de altura foi inaugurada em 12 de fevereiro de 1928 e atualmente encontra-se ao lado da Igreja Moderna, no centro da cidade. No seu interior destaca-se a imagem de Cristo Crucificado, esculpida em madeira.
Parque do Imigrante
Com uma área de 62000m², trata-se de um parque de eventos, com uma infraestrutura para grandes feiras, exposições e competições esportivas. Possui três ginásios de esporte, churrasqueira, pavilhão para exposição agropecuária e restaurante.
Museu Histórico Bruno Born
Objetos relacionados às imigrações italiana e alemã.
Museu de Ciências Naturais da Univates
Dividido por áreas de pesquisa: Arqueologia, Entomologia, Ecologia, Botânica e Paleobotânica, Sensoriamento Remoto e Geoprocessamento, Zoologia de Vertebrados. A Sala de Exposição tem área de 130 metros quadrados onde são expostos os resultados das atividades de pesquisa. O acervo total é de aproximadamente 25 mil peças.
Centro Cultural Univates

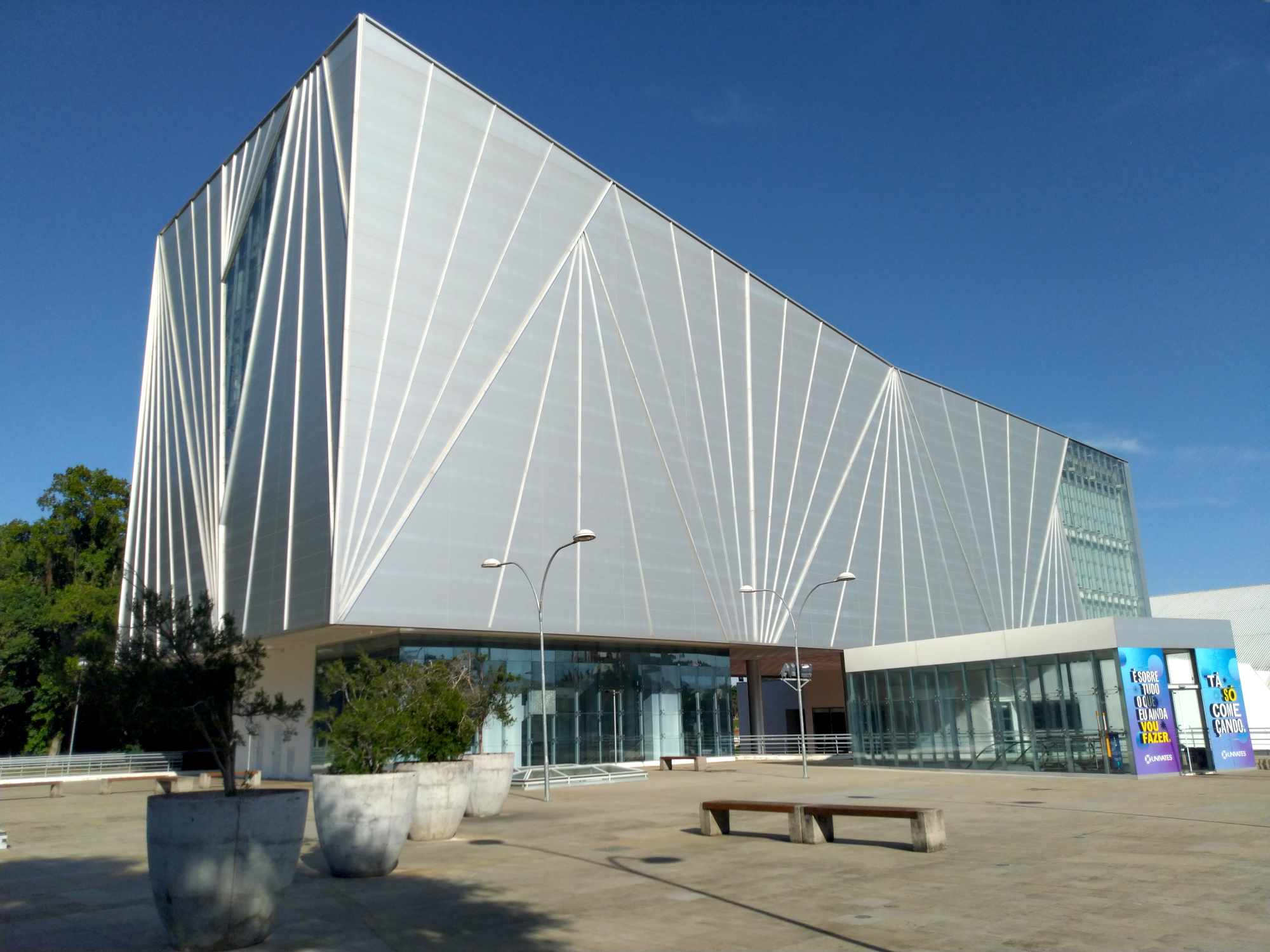
Teatro Univates

Inaugurado em 2014, o espaço conta com cerca de 10 mil m² de construção, abrigando um Teatro, com 1.160 lugares, e uma Biblioteca, com espaço para 300 mil livros, salas especiais e áreas de lazer. A estrutura moderna do Teatro permite a realização de todos os tipos de espetáculo, enquanto a Biblioteca figura entre as mais modernas e tecnológicas do país.